# Анна Карлсдоттер
Анна Карлсдоттер (Вінсторпа) (померла в 1552 р.) — шведська шляхтанка і землевласниця. Від дочки Ебби Еріксдоттер Вази вона була бабусею по материнській лінії королеви Маргарити Лейонгувуд і, таким чином, прабабусею шведського короля Югана III і шведського короля Карла IX. Вона згадується як одна з кількох можливих осіб, які пізніше ототожнювались зі знаменитою легендою про Пінторпафрун.

## Біографія
Анна Карлсдоттер була дочкою знатного ріксрода Карла Бенгтсона (1454—1495) з родини Вінсторпа та Катаріни «Карін» Лагесдоттер Спарре (пом. 1493), а також сестрою лицаря і ріксрада Оряна Карлссона (пом. 1500).
У 1488 році вона вийшла заміж за лорда ріксрода Еріка Карлссона Вазу зі Стекехольма і Румлаборга, двоюрідного брата Еріка Йоханссона Вази, батька Густава I шведського. Вона стала вдовою, коли її чоловіка в 1491 році розстріляли за домагання священика. У 1492 році вона вдруге вийшла заміж за Еріка Ерікссона Джилленстірну Молодшого, якого лінчували в 1502 році за те, що він капітулював перед данцями в Ельвсборзі. У неї було багато дітей, серед них Ебба Еріксдоттер Ваза і Маргарета фон Мелен.
Після смерті бездітного брата вона стала останньою в роді Вінсторпа III і спадкоємицею родових маєтків. Овдовівши вдруге, вона купила маєток Пінторп у Судерманії в 1508 році і присвятила решту свого життя управлінню своїми маєтками. На додаток до маєтків, які вона успадкувала, вона розширила свої землі, набуваючи все більше і більше земель у Вестерґьотланді протягом майже п'ятдесяти років, і стала дуже значною, багатою і відомою землевласницею. У 1520 році, наприклад, її зять позичив у неї гроші, щоб мати можливість поселити її дочку Еббу та їхніх дітей у абатстві Вестерос, поки він був на коронації в Стокгольмі, що врятувало їх від Стокгольмської кривавої лазні. Після одруження її онуки Маргарет Лейонхуфвуд з королем у 1536 році, вона, як і всі родичі Маргарет, отримала користь і отримала землю та привілеї, такі як право на певні податки та штрафи від короля.
Як землевласницю, Анну вказували як одну з можливих людей, які ототожнювали з пінторпафруном, сумнозвісною «панторкою Пінторпи», відомою тим, що катувала своїх орендарів до смерті. Хоча вона дійсно володіла маєтком Пінторпа, немає джерел, які б описували її як жорстоку, і більш імовірною особою, яка стоїть за пінторпафруном, є Барбро Еріксдоттер (Більке). Однак вона була відома як тверда і жорстка бізнесвумен, яка без вагань брала участь у конфліктах та судових справах про спадщину та земельні спори щодо накопичення землі, а протягом 1520-х років вона, як повідомляється, брала участь у ряді судових справ щодо землі з кількома членами королівської ради. На відміну від своєї дочки Ебби Еріксдоттер Вази та онуки Маргарет Лейонхуфвуд, леді Анна, схоже, не була прихильницею католицької церкви. У своїх ділових амбіціях вона скористалася новим законом, запровадженим шведською Реформацією, який дозволяв людям відкликати майно, пожертвуване церкві їхніми предками відповідно до скорочення Густава I шведського, і конфіскувла майно у церкви Скара. Відкликавши листи про пожертву, за власним бажанням і не вимагаючи необхідного дозволу у короля, «більш-менш силою, але суворим листом короля було наказано повернути його Його Величності». Король їй також дорікав, що вона розширила свої маєтки і заснувала більше господарств, ніж їй було дозволено, тим самим вторгнувшись як на землю короля, так і на загальну землю селян.